# Ewe
Ewe-folket er et folk, der lever i Vestafrika i det sydlige Togo, det sydlige Benin og det østlige Ghana. Dette er en del af det område der før i tiden kaldtes Slavekysten, og Ewe-kulturen er en af de væsentlige bidragydere til den afrikanske blandingskultur i Caribien.
Ewe-folket har deres eget sprog, ewe, hvorfra ordet voodoo stammer.